# Parada Paramountu
Parada Paramountu (ang. Paramount on Parade) – amerykański musical z 1930 roku wyreżyserowany przez Lothara Mendesa, Dorothy Arzner, Franka Tuttle, Otto Browera, Alberta Edwarda Sutherlanda, Edmunda Gouldinga, Victora Schertzingera, Victora Heermana, Rowlanda V. Lee, Ernsta Lubitscha oraz Edwina H. Knopfa. Reżyserowie osobno kręcili różne winiety filmowe składające się na produkcję, wszystkie pod kreatywną kontrolą Elsie Janis. Film jest swego rodzaju „pokazówką” wytwórni Paramount, do której wytwórnia zaangażowała swoje największe gwiazdy, na wzór podobnych widowisk stworzonych wcześniej przez inne wytwórnie. 
Polski dubbing do niego zlecony został na potrzeby dystrybucji kinowej, która miała miejsce w 1931 roku. Z archiwalnego numeru czasopisma „Kino” z 24 maja 1931 roku wynika, że w Polsce film wyświetlany był w wersji przemontowanej – usunięto niektóre gwiazdy Paramountu, a zamiast nich wstawiono scenki z polskimi gwiazdami.